# Viggo Larsen
Jens Viggo Larsen, född den 14 augusti 1880 i Köpenhamn, död 6 januari 1957 på samma plats, var en dansk filmregissör och skådespelare.

## Biografi
Av cirka 120 sökande blev Larsen år 1905 anställd i Ole Olsens Biograf Theatret på Vimmelskaftet, där han hjälpte till att skriva pjäser.Olsen startade år 1906 en filmproduktion i Valby, Köpenhamn, och Larsen förflyttades till den arbetsplatsen. Under åren 1906-1909 var han med som skådespelare och regissör i många olika filmer och var en av eldsjälarna i filmproduktionerna. 
År 1910 flyttade Larsen till Berlin där han skulle komma att bli verksam som både skådespelare och regissör fram till 1945, vid andra världskrigets slut, då han flyttade tillbaka till Danmark.
Larsen spelade inte alltför sällan huvudrollen eller en stor roll i sina produktioner. Han dog vid 76 års ålder i Köpenhamn den 6 januari 1957 och är begravd på Bispebjergs Kirkegård.

## Filmografi i urval
- Anarkistens svigermoder (1906)
- Fiskerliv i Norden (1906)
- Den hvide slavinde (1906)
- Fra Bagdad (1907)
- Den glade enke (1907)
- Et drama fra riddertiden (1907)
- La Tosca (1908)
- Vildmanden (1908)
- Verdens Herkules (1908)
- Heksen og cyklisten (1909)
- En væddekamp (1909)
- Syndens sold (1909)
- Duellen (1910)
- Eksplosionen i den store kulgrube (1911)
- Under kärlekens insegel (1912)
- Lidelser eller Demonisk makt (1912)
- Den grå mannen (1917)[2][3][4]